# Johann Matthias Schreiber
Johann Matthias Schreiber (* 17. Mai 1716 in Dusemond; † 12. Mai 1771 in Loxstedt) war ein deutscher Orgelbauer in Glückstadt.

## Leben
Schreiber wurde als neuntes von zehn Kindern des Schreiners Georg Schreiber geboren. Er stammte aus Dusemond, zog aber 1750 nach Glückstadt, wo er das Bürgerrecht erwarb und eine Werkstatt eröffnete. Am 9. Juli 1750 heiratete er die Witwe Magdalena Margaretha Layser, die bereits am 9. September 1750 starb. Aus der zweiten Ehe mit Rebecca Sophia Daß (1733–1782) gingen am 17. Mai Johanna Christiana und in den nächsten Jahren fünf weitere Geschwister hervor. Sie starben alle im Kindesalter. Als Rebecca Sophia Schreiber im Jahr 1782 starb, hinterließ sie zwei Söhne und eine Tochter. Matthias Schreiber betrieb neben dem Orgelbau einen Weinhandel und wurde auch als „Weinhändler“ bezeichnet. Nachweislich war Schreiber Geselle von Dietrich Christoph Gloger und Jacob Albrecht. Seine Neffen Peter Schreiber (1732–1795) und Nikel (Nikolaus) Schreiber (1727–1776) kamen ebenfalls aus Dusemond und besaßen dort Weinberge. Über die beiden gab es verwandtschaftliche Beziehungen zur Orgelbauerfamilie Stumm. Zumindest Peter Schreiber ist als Mitarbeiter in der Orgelwerkstatt seines Onkels Matthias nachgewiesen. Matthias Schreiber verstarb 1771 während seiner Arbeiten an der Loxstedter Orgel.

## Werk
Schreiber wird der Schule von Arp Schnitger zugerechnet und setzte die Tradition der Glückstädter Orgelbauer Berendt Hus und Johann Hinrich Klapmeyer fort. Da der norddeutsche Orgeltyp mit seinem Hamburger Prospekt in Wittlich, St. Markus vonseiten Peter und Nikel Schreibers ungewöhnlich ist, wird eine Vermittlung oder Beeinflussung durch Matthias Schreiber angenommen.

## Werkliste (Auswahl)
In der fünften Spalte der Tabelle bezeichnet die römische Zahl die Anzahl der Manuale, ein großes „P“ ein selbstständiges Pedal und die arabische Zahl in der sechsten Spalte die Anzahl der klingenden Register.
| Jahr      | Ort                   | Kirche                                       | Bild | Manuale       | Register | Anmerkungen |
| --------- | --------------------- | -------------------------------------------- | ---- | ------------- | -------- | --- |
| 1750–1753 | Mittelnkirchen        | St. Bartholomäus                             |      | II/P          | 31       | Fertigstellung des begonnenen Umbaus der Orgel von Arp Schnitger (1688) durch Jacob Albrecht, neues Gehäuse, Ergänzung um ein selbstständiges Pedal; 6–7 Register aus erster Orgel (16./17. Jh.), 6–8 Register von Schnitger (1688: II/p/22) und 4–8 von Schreiber erhalten; 2 vakant, Rest rekonstruiert → Orgel von St. Bartholomäus (Mittelnkirchen) |
| 1755      | Horneburg             | Liebfrauenkirche                             |      | II/P          | 18       | Neubau von Schreiber oder Johann Andreas Zuberbier; Prospekt erhalten |
| 1755      | Bremen                | Bremer Dom                                   |      | III/P         | 50       | Reparatur der Orgel von Arp Schnitger (1693–1698); nicht erhalten |
| 1755–1756 | Rellingen             | Rellinger Kirche                             |      |               |          | Neubau; Prospekt und 6 Register erhalten |
| 1757      | Neuendorf b. Elmshorn | Trinitatiskirche                             |      | II/P          | 21       | Neubau; weitgehend erhalten |
| 1757      | Sønderborg            | Sankt Marie Kirke (ehemals S. Jørgens Kirke) |      | mindestens II |          | Umbau der von Joachim Willers von Soltwedel 1604 neu gebauten Orgel; 1703 Erweiterung Hinrich Wiese; 1776 Umbau durch J. H. Angel; 1852 durch Neubau ersetzt; nicht erhalten |
| 1758      | Koldenbüttel          | St.-Leonhards-Kirche                         |      | I/p           | 10       | Neubau; nur Prospekt erhalten; 1974 Neubau durch Detlef Kleuker |
| 1758      | Drage (Steinburg)     | Schloss Friedrichsruh, Schlosskapelle        |      | I             | ca. 6    | Neubau; nach Abbruch des Schlosses 1787 an St. Jakobus (Moldenit) verkauft (Bild), dort 1907 durch Marcussen & Søn ersetzt; Prospekt des deutsch-dänischen Bildhauers Johann Friedrich Hän(n)el erhalten |
| 1760      | Apenrade              | Nicolaikirche (Aabenraa)                     |      | II/P          | 22       | Neubaukontrakt 1758; 1885 durch Neubau ersetzt; der Prospekt, von dem um 1950 eine Skizze angefertigt wurde, war 1959 noch auf dem Dachboden der 1949–1956 restaurierten Kirche eingelagert und existiert vermutlich noch (Abb. s. Literaturangabe) |
| 1763      | Steinkirchen          | St. Nicolai et Martini                       |      | II/P          | 28       | Reparatur der Orgel von Arp Schnitger (1685–1687); 21 Register Schnitgers und seiner Vorgänger ganz oder teilweise erhalten → Orgel von St. Martini et Nicolai (Steinkirchen) |
| 1765–1770 | Dorum                 | St.-Urbanus-Kirche                           |      | II/P          | 21       | Neubau; Prospekt erhalten |
| 1767–1771 | Loxstedt              | St. Marien                                   |      | II/P          | 23       | Neubau, der von Georg Wilhelm Wilhelmy (1781–1786) und Johann Wolfgang Witzmann (1789) vollendet wurde; später Umbauten; 14 Register von Schreiber erhalten, 3 weitere von ihm übernommen |